# Лозунга (деревня)
Ло́зунга — деревня в Каргасокском районе Томской области, Россия. Входит в состав Каргасокского сельского поселения.

## Происхождение названия
Деревня названа по реке, название которой с васюганского диалекта южноселькупского языка переводится как «чёртова река», лоз — дух, чёрт, кы — река.

## География
Деревня расположена на правом берегу одноимённой реки. С севера мимо Бондарки проходит автомобильная трасса, соединяющая Лозунгу с райцентром.

## Население
| 2002 | 2010 | 2012 | 2013 | 2014 | 2015 | 2021 |
| ---- | ---- | ---- | ---- | ---- | ---- | ---- |
| 205  | ↘193 | ↘192 | ↘191 | ↘188 | ↗190 | ↘184 |

## Социальная сфера и экономика
В селе есть библиотечно-досуговый центр и фельдшерско-акушерский пункт. Ближайшая школа — в посёлке Новоюгино.
Основу экономической жизни составляют сельское хозяйство и розничная торговля.